# Camulogenus
Camulogenus (* před 100 př. n. l.? – 52 př. n. l.) byl galský válečník a vůdce kmene Aulerků. Proslavil se svou účastí v bitvě u Lutetie.
Byl vůdcem galského kmene Aulerků a i přes svůj pokročilý věk byl považován za zkušeného válečníka. Během galských válek vedl galské kmeny proti římským legiím Julia Caesara. Po vzoru ostatních galských vůdců vedl taktiku spálené země, nechal vypálil Lutetium a poté napadl římské legie vedené Titem Labienem, s nimiž se střetl nedaleko Lutetia. V této bitvě padl.
Pařížská ulice Camulogène nese jeho jméno.